# 克納什卡河
克納什卡河（俄语：Кенашка）是俄羅斯的河流，位於堪察加半島，河道全長約51公里，流域面積188平方公里，河水主要來自融雪和雨水，最終注入伊恰河。